# FK Retchytsa-2014
Ne doit pas être confondu avec FK Spoutnik Retchytsa.
Maillots
Le Futbolny Klub Retchytsa-2014, plus couramment abrégé en FK Retchytsa-2014 (en russe : ФК Речица-2014, et en biélorusse : ФК Рэчыца-2014), est un ancien club biélorusse de football fondé en 1952 et disparu en 2016, et basé dans la ville de Retchytsa.

## Histoire
Fondé en 1952 sous le nom Dnieprovets, le club évolue principalement dans le championnat de la RSS de Biélorussie durant la période de l'Union soviétique, changeant plusieurs fois d'appellation pour devenir le Dniepr à partir de 1962, puis le Neftianik en 1977 et enfin le Spoutnik de 1980 à la chute de l'Union soviétique en 1991.
Renommée Vedrytch à partir de 1992, l'équipe est intégrée directement au sein du nouveau championnat biélorusse la même année, terminant huitième pour sa première saison. Elle échappe ensuite de peu à la relégation la saison suivante en finissant quinzième mais atteint dans le même temps la finale de la coupe nationale où elle est finalement vaincue par le Nioman Hrodna. S'établissant ensuite dans le bas de classement, le Vedrytch termine finalement seizième et dernier en 1996 et est relégué de l'élite.
De passage en deuxième division durant trois saisons entre 1997 et 1999, le club, qui se renomme à présent Vedrytch-97, termine d'abord sixième à deux reprises avant d'atteindre la deuxième place du classement en 1999 et de retrouver le premier échelon en 2000, où il se maintient dans un premier temps en finissant douzième avant de se placer largement dernier en 2001 avec huit points en vingt-six rencontres et de retrouver le deuxième échelon.
Se plaçant à nouveau parmi les prétendants réguliers à la promotion, l'équipe termine d'abord quatrième à deux reprises en 2002 et 2003 avant d'atteindre la deuxième position en 2004 et d'être sportivement promu en première division. Le club refuse finalement de monter dans l'élite pour des raisons financières, et les années qui suivent le voit tomber dans le milieu de classement, passant même très près de la relégation en 2010 avec une quatorzième place. Renommée Retchytsa-2014 à partir de 2014, l'équipe finit ensuite cinquième cette année-là avant de finalement se classer seizième et dernier en 2015, amenant à sa relégation sportive, qui est suivie de sa dissolution dans la foulée en début d'année 2016.

## Bilan sportif

### Palmarès
| Compétitions nationales                                                                                       |
| --- |
| - Coupe de Biélorussie (1) : - Finaliste : 1992-93. - Championnat de Biélorussie D2 : - Vice-champion : 1999. |

### Bilan par saison
| Saison    | Championnat | Championnat | Championnat | Championnat | Championnat | Championnat | Championnat | Championnat | Championnat | Championnat | Coupe de Biélorussie |
| Saison    | Division    | Pos         | Pts         | J           | V           | N           | D           | BP          | BC          | Diff        | Coupe de Biélorussie |
| --------- | ----------- | ----------- | ----------- | ----------- | ----------- | ----------- | ----------- | ----------- | ----------- | ----------- | -------------------- |
| 1992      | 1re         | 8e          | 15          | 15          | 6           | 3           | 6           | 17          | 19          | -2          | Seizièmes de finale  |
| 1992-1993 | 1re         | 15e         | 21          | 32          | 7           | 7           | 18          | 30          | 61          | -31         | Finale               |
| 1993-1994 | 1re         | 12e         | 21          | 30          | 7           | 7           | 16          | 20          | 41          | -21         | Huitièmes de finale  |
| 1994-1995 | 1re         | 9e          | 28          | 30          | 10          | 8           | 12          | 24          | 33          | -9          | Quarts de finale     |
| 1995      | 1re         | 14e         | 15          | 15          | 4           | 3           | 8           | 22          | 20          | +2          | Seizièmes de finale  |
| 1996      | 1re         | 16e         | 15          | 30          | 4           | 3           | 23          | 14          | 57          | -43         | Seizièmes de finale  |
| 1997      | 2e          | 6e          | 46          | 30          | 13          | 7           | 10          | 44          | 34          | +10         | Huitièmes de finale  |
| 1998      | 2e          | 6e          | 45          | 30          | 13          | 6           | 11          | 42          | 37          | +5          | Seizièmes de finale  |
| 1999      | 2e          | 2e          | 58          | 30          | 16          | 10          | 4           | 56          | 30          | +26         | Seizièmes de finale  |
| 2000      | 1re         | 12e         | 29          | 30          | 6           | 11          | 13          | 23          | 36          | -13         | Seizièmes de finale  |
| 2001      | 1re         | 14e         | 8           | 26          | 2           | 2           | 22          | 17          | 60          | -43         | Demi-finales         |
| 2002      | 2e          | 4e          | 61          | 30          | 19          | 4           | 7           | 55          | 25          | +30         | Huitièmes de finale  |
| 2003      | 2e          | 4e          | 53          | 30          | 16          | 5           | 9           | 52          | 29          | +23         | Seizièmes de finale  |
| 2004      | 2e          | 2e          | 62          | 30          | 18          | 8           | 4           | 46          | 21          | +25         | Seizièmes de finale  |
| 2005      | 2e          | 8e          | 39          | 30          | 11          | 6           | 13          | 37          | 41          | -4          | Seizièmes de finale  |
| 2006      | 2e          | 7e          | 36          | 26          | 10          | 6           | 10          | 31          | 32          | -1          | Seizièmes de finale  |
| 2007      | 2e          | 10e         | 33          | 26          | 9           | 6           | 11          | 29          | 26          | +3          | Huitièmes de finale  |
| 2008      | 2e          | 6e          | 39          | 26          | 12          | 3           | 11          | 39          | 34          | +5          | Seizièmes de finale  |
| 2009      | 2e          | 8e          | 35          | 26          | 10          | 5           | 11          | 40          | 47          | -7          | Seizièmes de finale  |
| 2010      | 2e          | 14e         | 30          | 30          | 8           | 6           | 16          | 29          | 46          | -17         | Seizièmes de finale  |
| 2011      | 2e          | 6e          | 46          | 30          | 13          | 7           | 10          | 40          | 34          | +6          | Seizièmes de finale  |
| 2012      | 2e          | 7e          | 39          | 28          | 9           | 12          | 7           | 40          | 24          | +16         | Huitièmes de finale  |
| 2013      | 2e          | 11e         | 39          | 30          | 9           | 12          | 9           | 47          | 36          | +11         | Seizièmes de finale  |
| 2014      | 2e          | 5e          | 46          | 30          | 13          | 7           | 10          | 41          | 36          | +5          | Seizièmes de finale  |
| 2015      | 2e          | 16e         | 11          | 30          | 2           | 5           | 23          | 14          | 66          | -52         | Seizièmes de finale  |
| 2015      | 2e          | 16e         | 11          | 30          | 2           | 5           | 23          | 14          | 66          | -52         | Seizièmes de finale  |

Légende
- Deuxième ou finaliste de la compétition.
- Promu en division supérieure.
- Relégué en division inférieure.